# 伯恩威爾 (阿拉巴馬州)
伯恩威爾（英語：Burnwell）是位於美國阿拉巴馬州沃克縣的一個非建制地區。該地的面積和人口皆未知。

## 地理
伯恩威爾的座標為33°42′28″N 87°05′15″W / 33.70778°N 87.08750°W，而該地的平均海拔高度為111米（即364英尺）。